# Nan de jardí

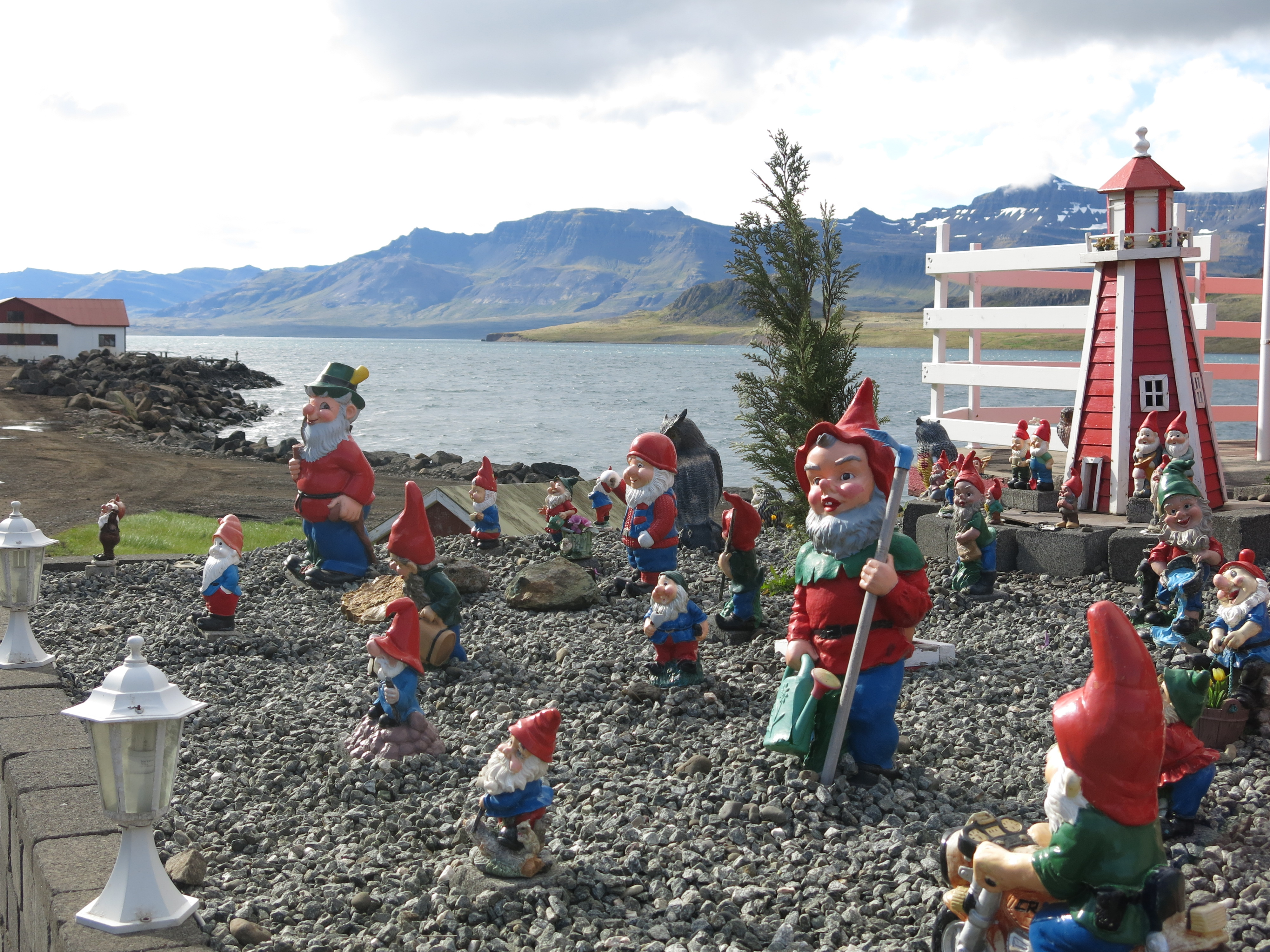
Nans de jardí a Eskifjörður, Islàndia

Un nan de jardí és una representació d'un gnom o d'un nan sota la forma d'una estàtua de poca altura que sol portar un barret vermell punxegut, usada per decorar el jardí. Creats a Alemanya el segle xix, els nans de jardí es van expandir a altres països d'Europa en els anys 1840 i van esdevenir especialment populars a França i Gran Bretanya. El terme "nan de jardí" ("garden gnome" en anglès) pot haver provingut del terme "Gnomen-Figuren" (figura en miniatura), usat en el catàleg original alemany. Van tenir un ressorgiment en popularitat en els anys 30 arran de la pel·lícula de dibuixos animats La Blancaneu i els set nans i van tornar a reviure en els anys 70.

## Història

### Orígens
A l'antiga Roma, es col·locaven en els jardins romans petites estàtues de pedra que representaven el déu greco-romà de la fertilitat Príap, protector també de les flors. Els nans de jardí van ser descrits per primer cop durant el Renaixement, per l'alquimista suís Paracels com "diminutes figures de dos pams d'alçada a qui no els agradava mesclar-se amb els humans". Durant aquest període, s'acostumava a col·locar figures grotesques de pedra, sovint de colors cridaners, en els jardins de la gent rica. Entre les figures representades hi havia gobbi (paraula italiana que designa els nans o les gepes). En particular, Jacques Callot va produir 21 versions de gobbis, que ell mateix va gravar i pintar l'any 1616. A finals dels anys 1700, les estàtues de nans fetes de fusta o porcellana es van fer molt populars com a decoració domèstica. La zona al voltant del poble suís de Brienz era conegut per la producció de nans de jardí de fusta.
A Alemanya, aquestes figuretes de jardí es van combinar amb les històries i les supersticions tradicionals per les quals creien que ajudaven quan es trobaven a prop de les mines i a la granja. L'empresa de Dresden Baehr and Maresch ja tenien petites estàtues ceràmiques de nans l'any 1841, i malgrat que ha estat discutit, alguns relacionen aquesta empresa amb els primers nans de jardí Gartenzwerge.

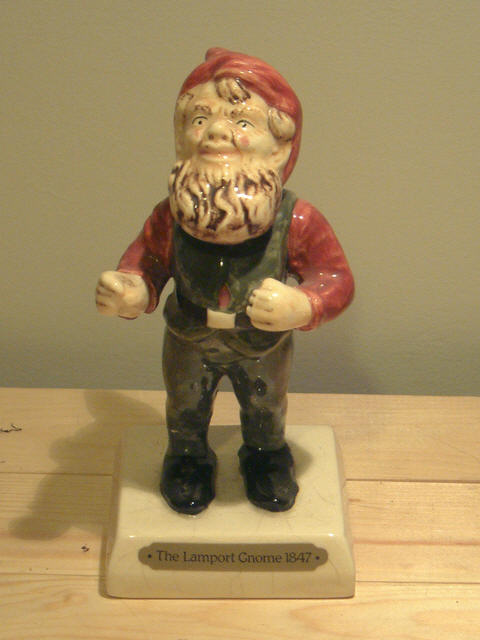
Rèplica de Lampy, una nan de terracota fet per Charles Isham l'any 1847 d'Alemanya

En menys de 10 anys, les estàtues de nans s'havien expandit de Saxònia i Turíngia per tota Alemanya fins a França i, l'any 1847, el jardiner anglès Charles Isham, va portar 21 nans de terracota fabricats a Alemanya per Philip Griebel a Anglaterra, on serien anomenats gnomes i s'ubicarien als jardins de casa d'Isham, Lamport Hall a Northamptonshire. Amb el sobrenom de "Lampy", l'únic gnom que en queda dels originals es mostra al Lamport Hall assegurat per un milió de lliures estarlines.

### Producció i popularitat
La fabricació de nans es va expandir per tota Alemanya, amb moltes petites i grans empreses entrant i sortint del negoci, cadascun amb el seu estil de disseny particular.D'ença de 1860, es van fer moltes estàtues a Gräfenroda, un poble de Turíngia conegut per la seva ceràmica.
La reputació dels nans alemanys va disminuir després de la Primera Guerra Mundial, però van tornar a la fama en els anys 30, arran de la pel·lícula de dibuixos animats Blancaneus i els set nans, de Disney, coincidint amb uns temps en què les classes populars es podien permetre comprar-ne. Tom Mayor-Ball (pare de l'antic primer ministre britànic John Major) era un dels principals productors de nans de jardí en aquella època amb la seva empresa Major's Garden Ornaments. La Segona Guerra Mundial i els següents anys també van ser durs per la indústria, i molts productors van haver de deixar-ho.
Els nans de jardí van tornar a viure un resorgiment en popularitat als anys 70 amb la creació de més tipus divertits de nans. En els anys 90, els nans viatgers i les bromes de nans de jardí sortien de vegades a les notícies, bromes en què es robaven nans de la gespa d'un desconegut i se li enviaven fotos del nan abans de retornar-l'hi.
Els descendents de Philip Griebel encara ara produeixen nans de jardí a Alemanya. A data de 2008, hi havia aproximadament uns 25 milions de nans de jardí a Alemanya.

## En la cultura popular i la política

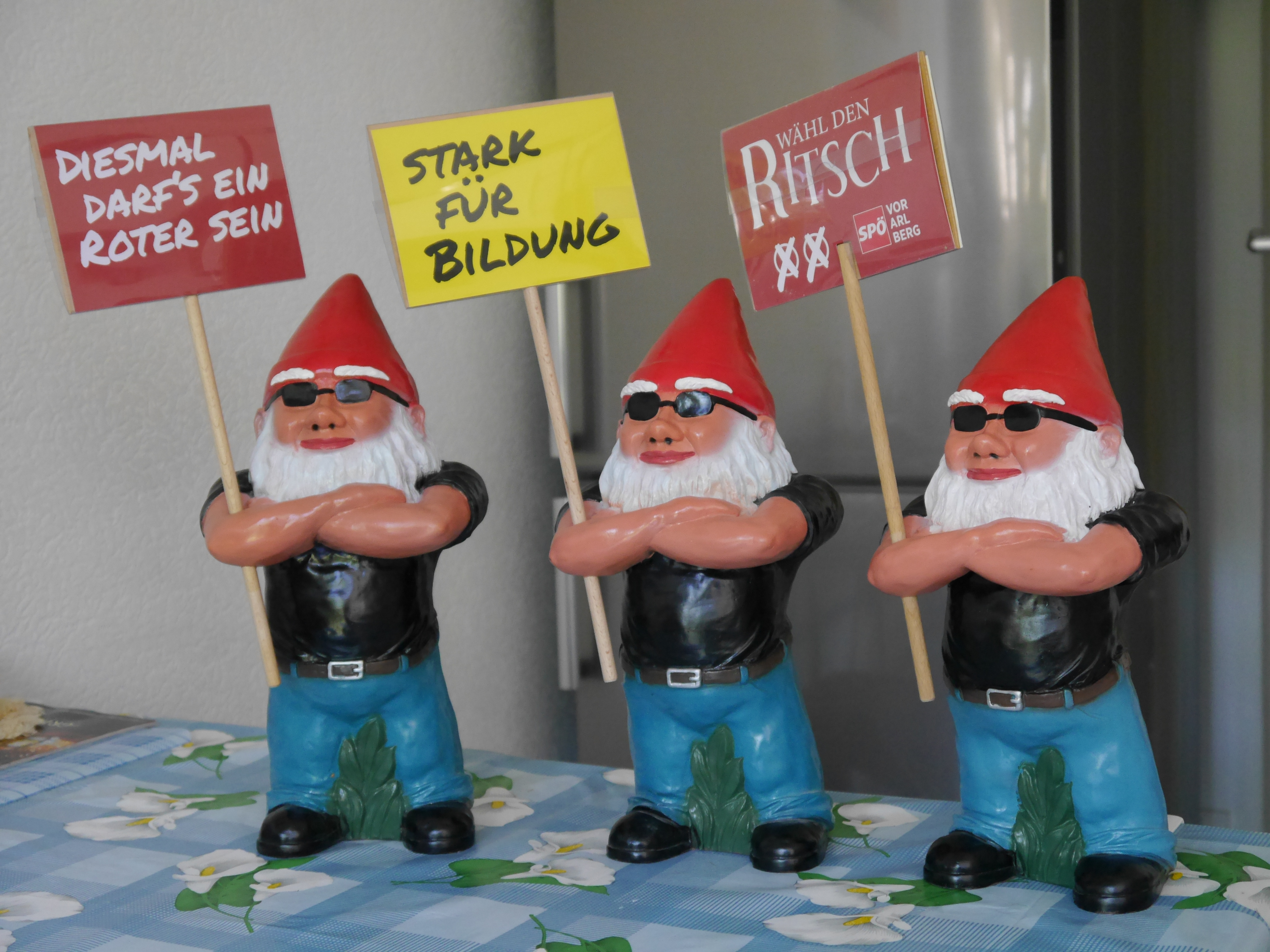
Nans de jardí Coolmen

Una subtrama de la pel·lícula francesa de 2001 Amélie tracta sobre nans de jardí.
Gnomeo and Juliet és una pel·lícula anglesa de 2011 inspirada en la tragèdia de Romeu i Julieta en què apareixen nans de jardí com a personatges.
El Partit Socialdemòcrata d'Àustria (SPÖ en alemany) va usar nans de jardí, que van anomenar "Coolmen", en la seva campanya de les eleccions regionals de 2014 de Vorarlberg. El partit tenia la intenció d'ironitzar sobre el fet que l'SPÖ històricament mai no havia obtingut bons resultats en aquella regió d'Àustria i es consideraven un "nan" en política. La campanya va col·locar uns 20000 "Coolmen" que subjectaven petits cartells amb eslògans en carreteres concurregudes de la regió. El partit va avisar a la policia de la desaparició d'uns 400 d'aquests nans, cridant l'atenció dels mitjans internacionals.
El videojoc de 2010 Fable III inclou una missió en que es donen propietats màgiques a un seguit de nans de jardí, que el jugador ha de recollir al llarg de la partida.

## Tipus de nans de jardí
Els nans de jardí són normalment homes, sovint amb barba i un barret frigi de color vermell. Estan tots ells en postures diferents amb ocupacions diverses com ara pescant o dormint.
Els gnoms han causat controvèrsia en cercles de jardineria seriosos del Regne Unit i van estar prohibits en el prestigiós Chelsea Flower Show, ja que els organitzadors creien que desvirtuaven els dissenys dels jardins. Aquesta prohibició va ser llevada l'any 2013 en la celabració del centenari de la mostra de jardins. Els entusiastes dels gnoms els van titllar d'esnobs, ja que els nans de jardí són populars en els jardins de la classe obrera i de les zones suburbanes.
Els nans poden estar fets d'engalba de terracota abocada sobre motlles. Això permet muntar la peça i buidar-ne el contingut, deixant una closca ceràmica. El gnom és extret del motlle quan és ferm, s'asseca i es passa pel kiln fins que es torna dur. Quan ja està fred, es pinta. Mètodes més moderns de fabricació de nans de jardí utilitzen resina o altres materials similars.

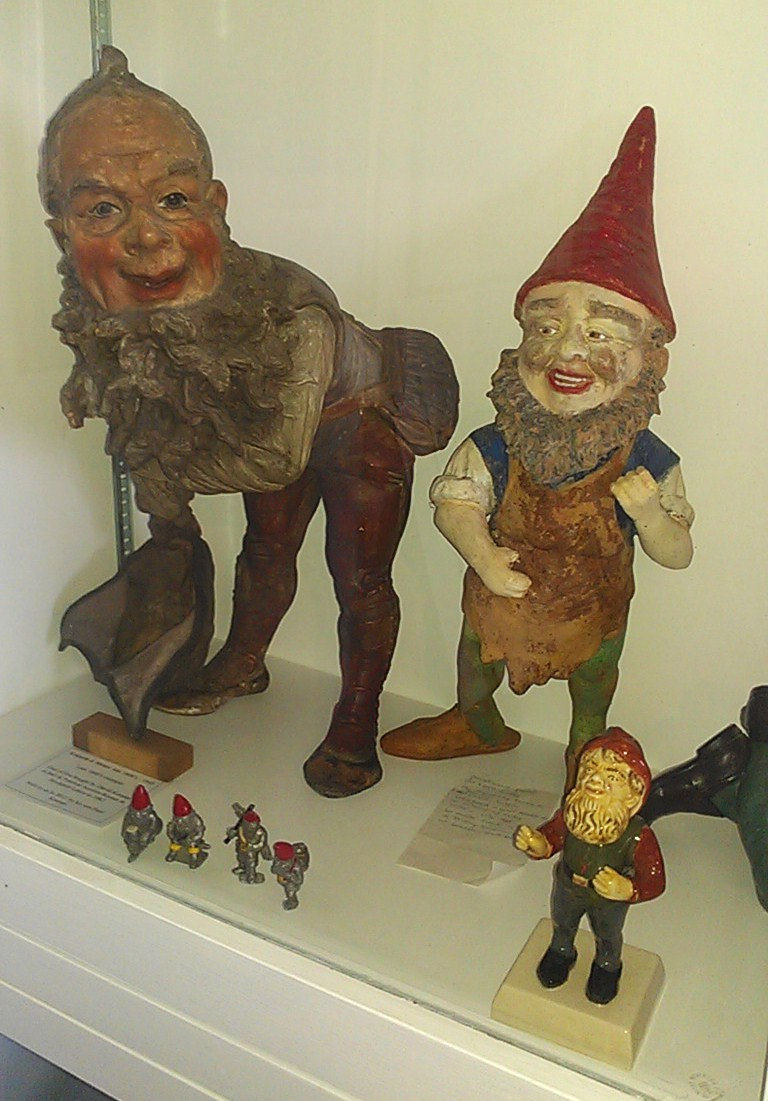
Gnoms històrics
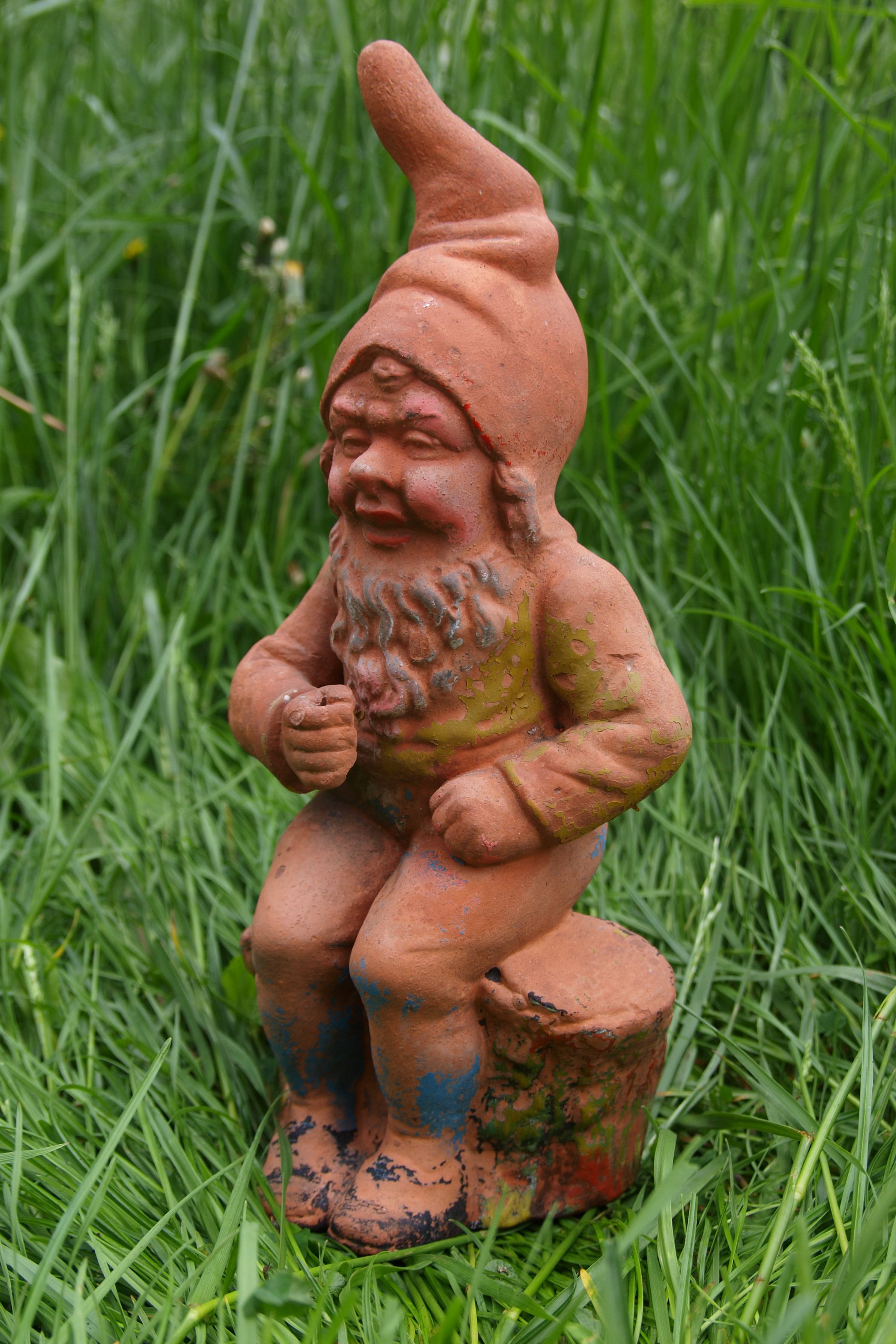
Nans de jardí tradicionals d'Alemanya
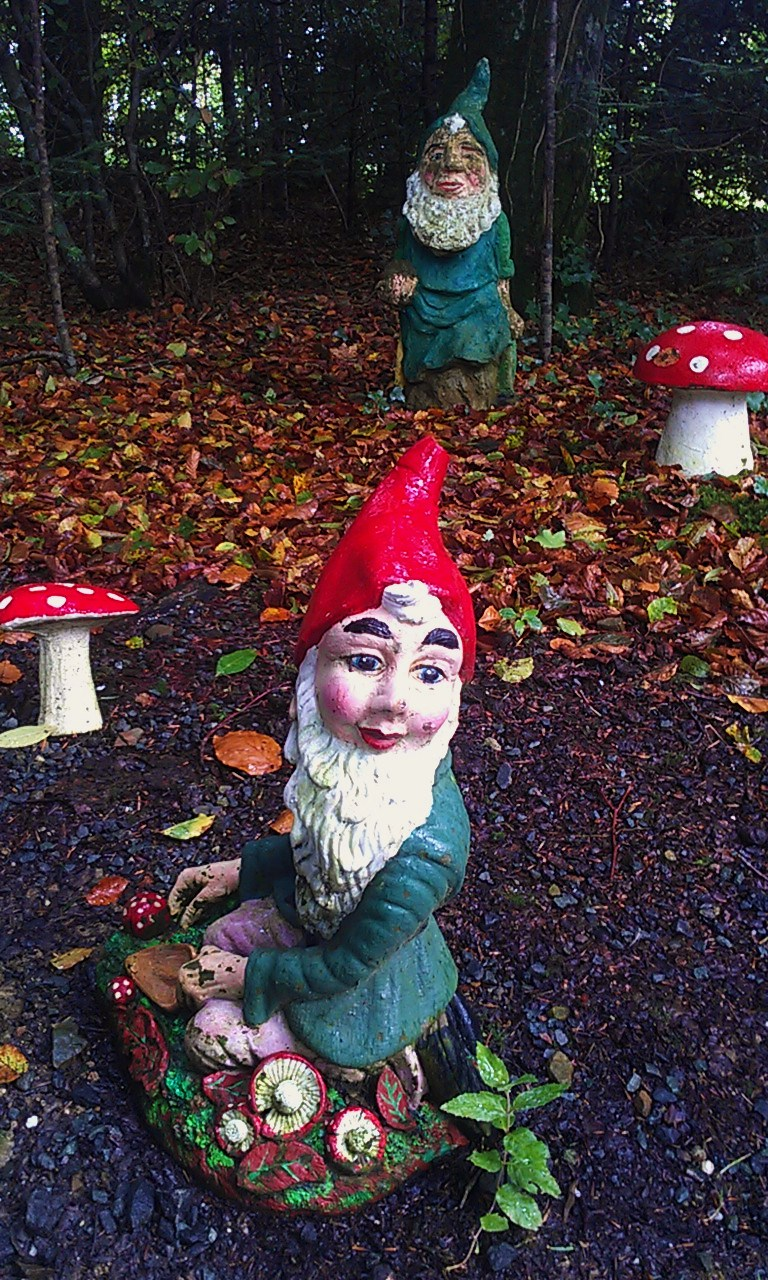
Gnom a la Reserva de Gnoms de Devon, al Regne Unit
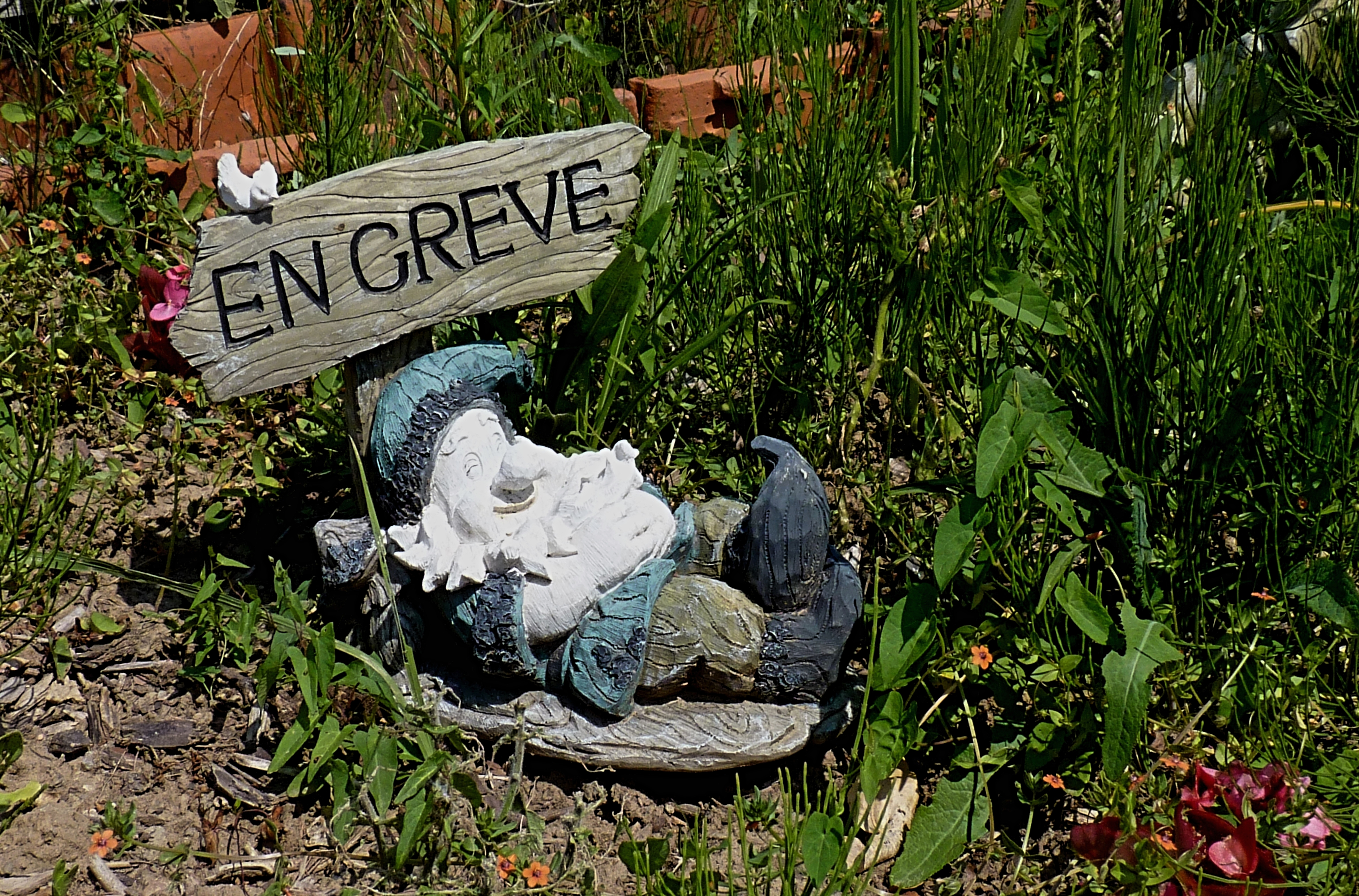
Gnom gris tradicional (En grève=En vaga)